# سمراء سيناء (فلم)
سمراء سيناء هو فيلم مصري عرض عام 1959، بطولة كوكا ويحيى شاهين، ومن إخراج نيازي مصطفى.

## قصة الفيلم
تدور أحداث الفيلم في إطار علاقات غرامية متشابكة وقت الحرب حول عادل «يحيى شاهين» المهندس الشاب والذي يعمل بشركة بترول بصحراء سيناء والمتزوج من ابنة مدير الشركة زوزو «برلنتي عبد الحميد» والتي تخونه مع ابن خالتها، أما سمرة «كوكا» ابنة شيخ القبيلة الواقعة في غرام المهندس الشاب وتعمل على راحته وسعادته فقد علمت بالصدفة بخيانة زوزو لعادل، وبينما هي تحاول تنبيهه لذلك، تدفع زوزو وابن خالتها المال لـسويلم خطيب سمرة من أجل قتل عادل، ثم يهربا سويا وسط غارة إسرائيلية، وتتوالى الاحداث بعد ذلك في مطاردة سويلم لعادل ليتموت زوزو وابن خالتها، ولكن الحب ينتصر في النهاية بعد أن يعلم عادل بحب سمرة له.

## طاقم التمثيل
- كوكا
- يحيى شاهين
- محمود المليجي
- محمد الدفراوي
- برلنتي عبد الحميد
- محمد رضا
- كوثر رمزي
- علي رشدي
- محمد بدر الدين
- شريف حمودة
- حسن إسماعيل
- عبد المنعم بسيوني
- محمد الهواري
- بدر نوفل
- محمد رشدي: (غناء)
- شافية أحمد: (غناء)

## فريق العمل
- إخراج: نيازي مصطفى
- قصة: محمد بدر الدين
- سيناريو: نيازي مصطفى، عبد الحي أديب
- حوار: محمد أبو يوسف
- مدير التصوير: مصطفى حسن
- مونتاج: جلال مصطفى
- إنتاج: أفلام السهم الذهبي
- موسيقى تصويرية: أندريه رايدر
- توزيع: أفلام مصر الجديدة
- تأليف الأغاني: بيرم التونسي
- ألحان الأغاني: محمد سلمان